# Кюнё чон
«Кюнё чон» (кор. 균여전, 均如傳, Gyunyeo jeon, или «Жизнеописание Кюнё» — биография корейского буддийского наставника Кюнё, составленная в 1075 г. Хёк Нёнджоном. Этот памятник содержит одиннадцать корееязычных стихотворений в жанре хянга, представляющих собой важнейший источник материала для изучения древнекорейского языка.

## Авторство, цель создания и судьба памятника
«Жизнеописание Кюнё» было написано в 1075 г. Хёк Нёнджоном (кор. 혁련정, 赫連挺, Hyeok Yeonjeong) — учёным и государственным деятелем эпохи Корё, дважды удостоившимся упоминания в официальной «Истории Корё»: в 1100 г. он ездил в качестве посла в государство Ляо, а в 1105 г., вероятно, играл некоторую роль в проведении государственных экзаменов. Кроме того, в «Жизнеописании Кюнё» упоминается, что автор этого произведения имел учёную степень чинса.
Произведение Хёк Нёнджона относится к традиционному дальневосточному жанру «повествования», или «жизнеописания» (кит. кит. чжуань, кор. чон 傳), изначально зародившемуся в рамках канона официальных династийных историй. Начиная с «Лянских жизнеописаний достойных монахов», этот жанр был усвоен китаеязычной буддийской литературой. «Жизнеописание Кюнё» является наиболее ранним сохранившимся до наших дней корейским памятником данного жанра.
Сочинение Хёк Нёнджона, вероятно, изначально было написано не для местной, а для китайской аудитории, о чём говорят следующие признаки:
- в авторской редакции текста отсутствовали стихотворения Кюнё на корейском языке, зато глава 8 содержала китайский перевод этих стихов[5];

- внутритекстовые комментарии часто содержат пояснения корейских культурных реалий, очевидных для корейцев, но непонятных китайцам[6];

- автор усиленно подчёркивает свою лояльность сунскому Китаю (в частности, ретроспективно изменяя отсылки к названиям династий и девизам правления)[7];

- в тексте содержится указание на то, что в написанном ранее другим автором жизнеописании Кюнё (ныне утраченном) были опущены многие важные факты — вероятно, сведения о литературной деятельности Кюнё, возвеличивающие корейскую буддийскую традицию в целом[8].

Возможная причина изначальной ориентации этого произведения на китайского читателя заключалась в том, что как раз в это время государство Корё было весьма заинтересовано в налаживании отношений с империей Сун, и произведение Хёк Нёнджона было призвано пропагандировать достижения корейских буддистов в Китае, тем самым способствуя увеличению международного престижа Корё.
При включении «Жизнеописания Кюнё» во второе издание корейской Трипитаки в его текст были внесены некоторые изменения: в частности, именно тогда в состав памятника были добавлены изначально проигнорированные Хёк Ненджоном корееязычные стихотворения-хянга. Это издание «Жизнеописания Кюнё» (датируемое примерно 1250 г.) сохранилось до наших дней.
Начиная с 1921 г. произведение Хёк Ненджона привлекало внимание сначала японских, а затем и корейских лингвистов, рассматривавших его как важнейший источник для изучения древнекорейского языка.
Имеется полный академический перевод данного памятника на английский язык.
На русском языке опубликовано детальное исследование содержания этого памятника.

## Язык памятника
Основная часть текста «Жизнеописания Кюнё» написана на литературном китайском языке (ханмун). Кроме того, в этот памятник включено одиннадцать стихотворений на древнекорейском языке (хянга), записанных с помощью китайской иероглифики способом иду.

## Структура текста
Сочинение Хёк Нёнджона состоит из предисловия, десяти глав (кор. квон 卷) и послесловия, содержание которых таково:
Предисловие. Изложение причин составления текста и объяснение его структуры.
Глава 1. Чудесные знамения, предшествовавшие рождению Кюнё. Уродливая внешность младенца. Попытка родителей выбросить его. Явившиеся при этом чудеса. Раскаяние родителей. Врождённая мудрость Кюнё.
Глава 2. Раннее сиротство Кюнё. Его пострижение в монахи и начало обучения.
Глава 3. Проявления удивительного таланта у сестры Кюнё, которая изустно запомнила «Лотосовую сутру» и другие буддийские тексты.
Глава 4. Разногласия в монастыре Хэин-са между двумя группами монахов, одна из которых поддерживала Кён Хвона, а другая — Тхэджо. Стремление Кюнё их примирить. Перечень тридцати сочинений Кюнё. Успешная сдача монашеского экзамена последователями Кюнё.
Глава 5. Список одиннадцати комментаторских сочинений, составленных Кюнё.
Глава 6. Сотворённые Кюнё чудеса: исцеление им своего учителя; прекращение проливных дождей; отвращение неблагого знамения (удара молнии); явление радужного света.
Глава 7. Обоснование необходимости составления одиннадцати стихотворений, излагающих по-корейски возвышенные обеты бодхисаттвы Самантабхадры, и тексты этих стихотворений.
Глава 8. Вставная глава: сочинение Чхве Хэнгви, где обосновывается необходимость перевода этих песен на китайский язык, содержатся сами эти переводы и сообщается о восхищении, вызванном в Китае этими стихами.
Глава 9. Ещё два чуда: заступничество огромного демона за ложно обвинённого Кюнё; усмирение местного духа посредством стихотворения на корейском языке, написанного Кюнё.
Глава 10. Знамение, сопровождавшее смерть Кюнё. Повествование о ранее оказанной этому наставнику государевой милости — строительстве монастыря. Ещё одно упоминание о чудесных способностях Кюнё, который прочёл проповедь по чужому тексту, только взглянув на него. Сообщение о возрасте Кюнё на момент смерти, его учениках и возданных ему посмертных почестях.
Послесловие. Ещё одна похвала Кюнё.
Произведение Хёк Нёнджона в целом бессюжетно, поскольку отдельные сюжетные эпизоды не имеют выхода за пределы глав. Единственным объединяющим эти эпизоды моментом служит постепенное нарастание их пафосного звучания.

## Значение памятника
«Жизнеописание Кюнё» представляет собой важный источник сведений по истории корейского буддизма вообще и школы Хваом в частности, а также по светской истории Кореи начала эпохи Корё.
Это произведение также проливает свет на историю корейской буддийской философии, особенно на интерпретацию корейскими буддистами учения школы Хваом.
Кроме того, «Жизнеописание Кюнё» содержит одиннадцать хянга, которые являются самыми ранними письменно зафиксированными связными текстами на корейском языке и в качестве таковых являются ценнейшим источником информации для лингвистов, изучающих историю этого языка.
Наконец, это произведение может быть рассмотрено с чисто литературоведческой точки зрения как памятник корейской изящной словесности, занимающий видное место в истории литературы Кореи.